# Hardecourt-aux-Bois
Hardecourt-aux-Bois est une commune française située dans le département de la Somme, en région Hauts-de-France.

## Géographie

### Localisation

#### Communes limitrophes
Hardecourt-aux-bois est un village rural de la Haute-Somme, situé sur le plateau agricole, en rive droite de la Somme, à 12 km à l'est d'Albert, 13 km au sud de Bapaume et 33 km au sud d'Arras, à 11 km au nord-ouest de Péronne (Somme) et 37 km au nord-ouest de Saint-Quentin, et à 39 km au nord-est d'Amiens.
Il est aisément accessible depuis l'ancienne route nationale 338 (actuelle RD 938).
En 2019, la localité est desservie par les autocars du réseau inter-urbain Trans'80, Hauts-de-France (ligne no 54, Lesbœufs - Péronne).

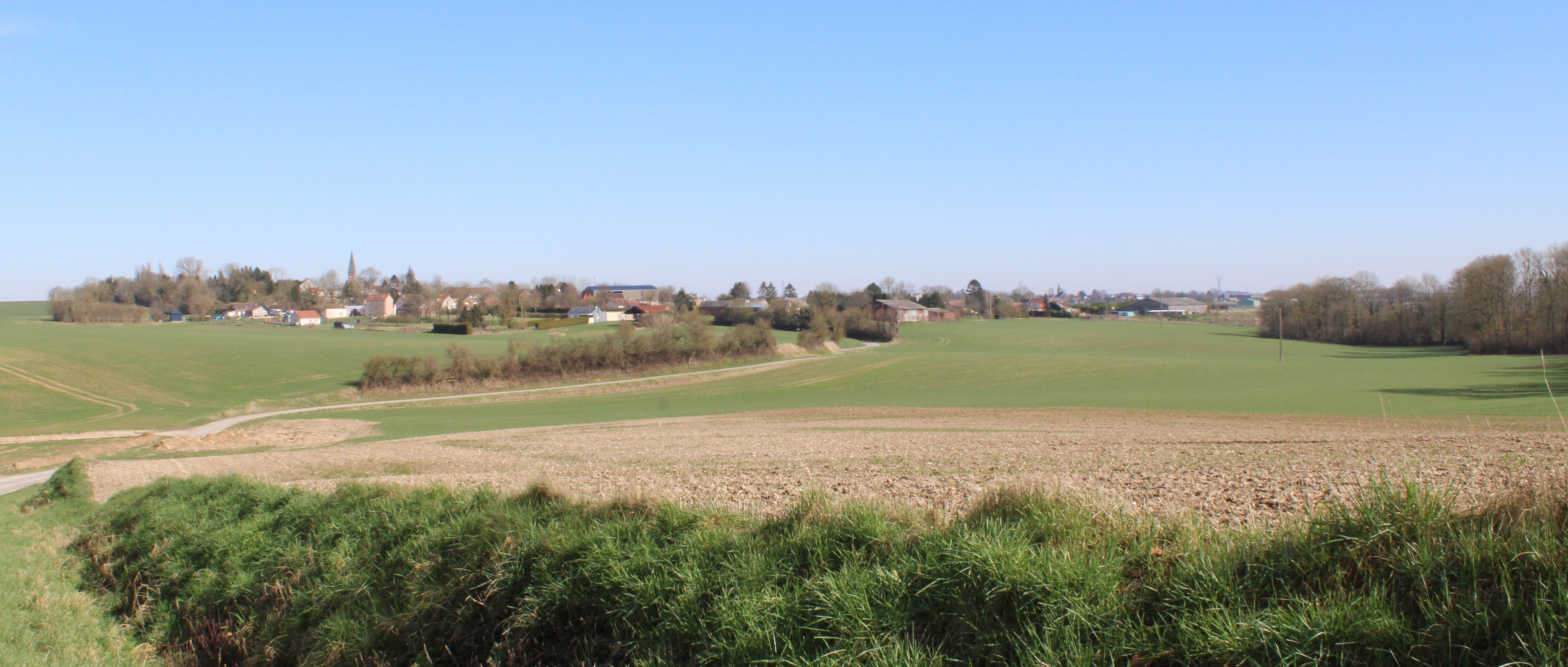
Panorama du village depuis la route de Maricourt.

### Hydrographie
La commune est située dans le bassin Artois-Picardie. Elle n'est drainée par aucun cours d'eau.

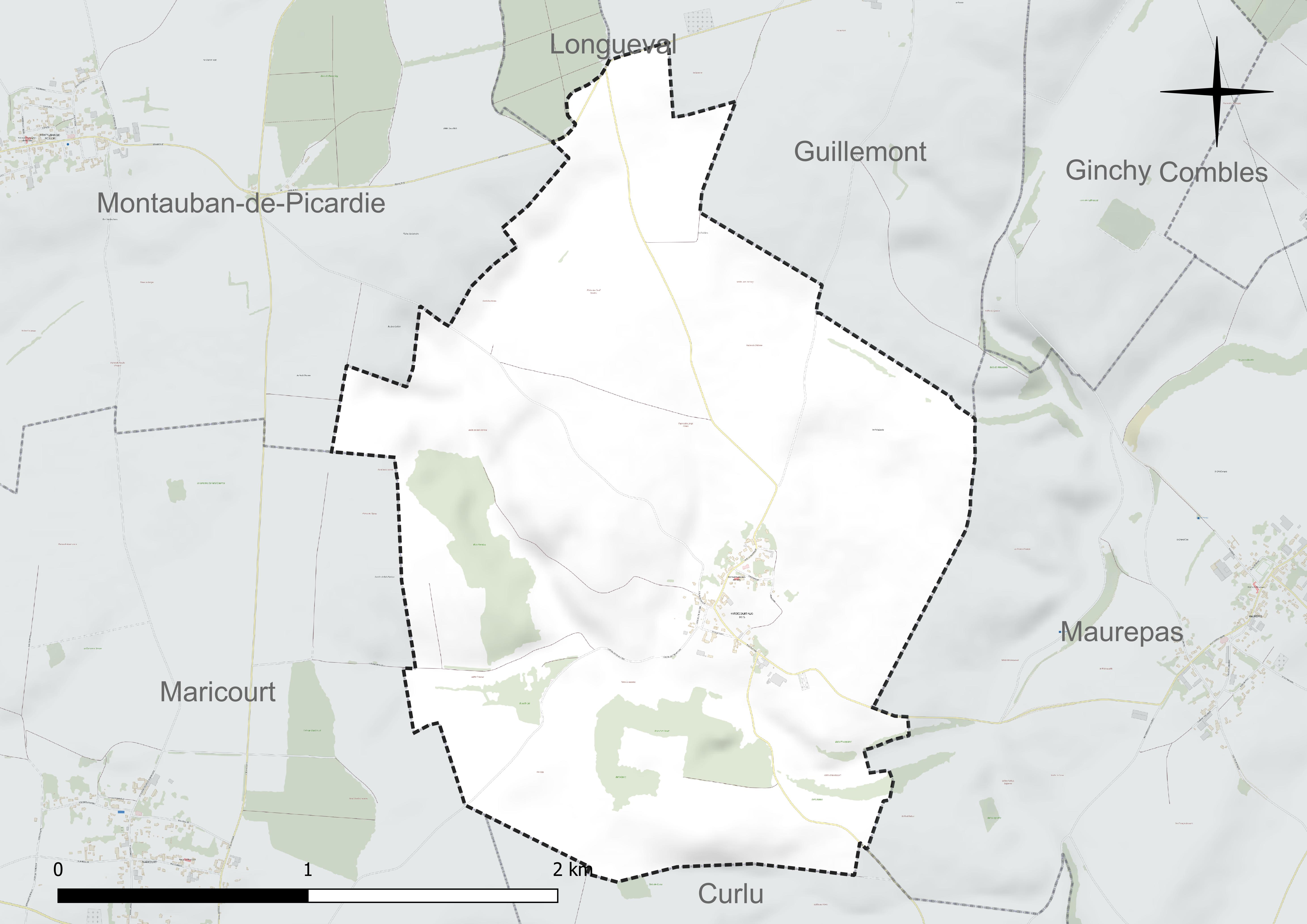
Réseau hydrographique d'Hardecourt-aux-Bois.

### Climat
Pour des articles plus généraux, voir Climat des Hauts-de-France et Climat de la Somme.
En 2010, le climat de la commune est de type climat océanique dégradé des plaines du Centre et du Nord, selon une étude du CNRS s'appuyant sur une série de données couvrant la période 1971-2000. En 2020, Météo-France publie une typologie des climats de la France métropolitaine dans laquelle la commune est exposée à un climat océanique et est dans la région climatique Nord-est du bassin Parisien, caractérisée par un ensoleillement médiocre, une pluviométrie moyenne régulièrement répartie au cours de l'année et un hiver froid (3 °C).
Pour la période 1971-2000, la température annuelle moyenne est de 10,3 °C, avec une amplitude thermique annuelle de 14,6 °C. Le cumul annuel moyen de précipitations est de 776 mm, avec 12,8 jours de précipitations en janvier et 9 jours en juillet. Pour la période 1991-2020, la température moyenne annuelle observée sur la station météorologique la plus proche, située sur la commune de Méaulte à 11 km à vol d'oiseau, est de 10,7 °C et le cumul annuel moyen de précipitations est de 730,3 mm,. Pour l'avenir, les paramètres climatiques de la commune estimés pour 2050 selon différents scénarios d'émission de gaz à effet de serre sont consultables sur un site dédié publié par Météo-France en novembre 2022.

## Urbanisme

### Typologie
Au 1er janvier 2024, Hardecourt-aux-Bois est catégorisée commune rurale à habitat dispersé, selon la nouvelle grille communale de densité à sept niveaux définie par l'Insee en 2022.
Elle est située hors unité urbaine et hors attraction des villes,.

### Occupation des sols
L'occupation des sols de la commune, telle qu'elle ressort de la base de données européenne d'occupation biophysique des sols Corine Land Cover (CLC), est marquée par l'importance des territoires agricoles (90,2 % en 2018), une proportion identique à celle de 1990 (90,2 %). La répartition détaillée en 2018 est la suivante : 
terres arables (85,2 %), forêts (9,8 %), zones agricoles hétérogènes (5 %). L'évolution de l'occupation des sols de la commune et de ses infrastructures peut être observée sur les différentes représentations cartographiques du territoire : la carte de Cassini (XVIIIe siècle), la carte d'état-major (1820-1866) et les cartes ou photos aériennes de l'IGN pour la période actuelle (1950 à aujourd'hui).

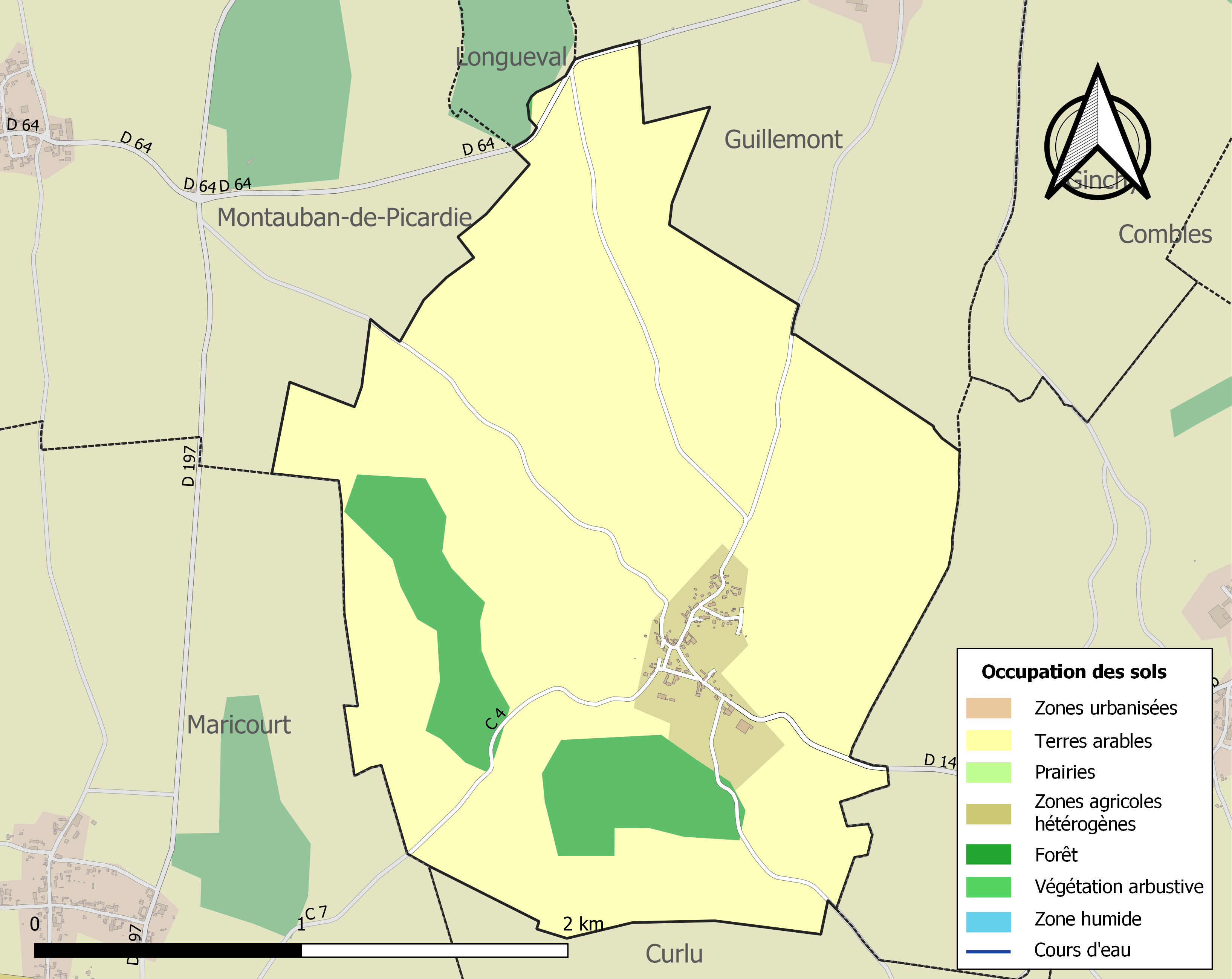
Carte des infrastructures et de l'occupation des sols de la commune en 2018 (CLC).

### Habitat et logement
En 2018, le nombre total de logements dans la commune était de 50, alors qu'il était de 48 en 2013 et de 51 en 2008.
Parmi ces logements, 78,4 % étaient des résidences principales, 19,4 % des résidences secondaires et 2,2 % des logements vacants. Ces logements étaient pour 98 % d'entre eux des maisons individuelles et pour 0 % des appartements.
Le tableau ci-dessous présente la typologie des logements à Hardecourt-aux-Bois en 2018 en comparaison avec celle de la Somme et de la France entière. Une caractéristique marquante du parc de logements est ainsi une proportion de résidences secondaires et logements occasionnels (19,4 %) supérieure à celle du département (8,3 %) et à celle de la France entière (9,7 %). Concernant le statut d'occupation de ces logements, 94,9 % des habitants de la commune sont propriétaires de leur logement (97,4 % en 2013), contre 60,3 % pour la Somme et 57,5 pour la France entière.
| Typologie                                               | Hardecourt-aux-Bois | Somme | France entière |
| ------------------------------------------------------- | ------------------- | ----- | -------------- |
| Résidences principales (en %)                           | 78,4                | 83,3  | 82,1           |
| Résidences secondaires et logements occasionnels (en %) | 19,4                | 8,3   | 9,7            |
| Logements vacants (en %)                                | 2,2                 | 8,4   | 8,2            |

## Toponymie
Le nom de la localité est attesté sous les formes Hardecort en 1128 ; Hardeoli curtis en 1148 ; Hardescurt en 1174 ; Hardecurt en 1190 ; Hardecourt en 1199 ; Hardiecourt en 1230 ; Herdecourt au XVIe siècle ; Hardecourt-au-Bois en 1733 ; Hardecourt-aux-Bois en 1757.
Hardecourt est, selon toute vraisemblance, un terme de formation germano-romane. Le radical « court », dérive du terme latin Curtis désignant une cour de ferme, une ferme puis un village. Le préfixe « Harde » serait dérivé du nom germanique d'un des propriétaires du lieu après les Invasions barbares des Ve siècle et VIe siècle.

## Histoire
Au Moyen Âge, la seigneurie relève du château de Péronne.
En 1682, la seigneurie d'Hardecourt-aux-Bois appartient au maréchal de France François de Créquy.

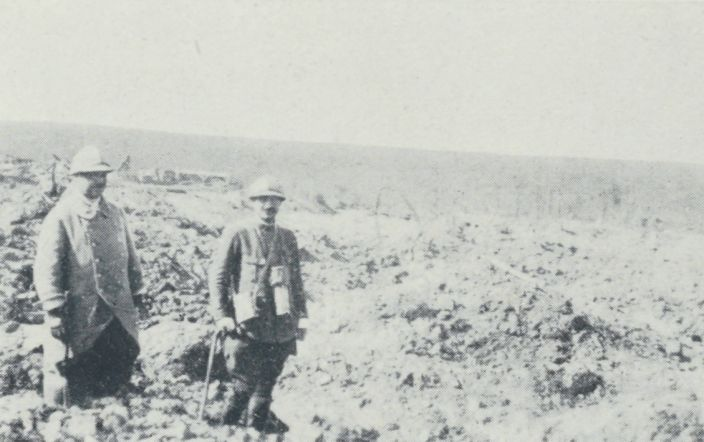
Officiers du 2e BCP dans les ruines d'Hardecourt pendant la bataille de la Somme.

Durant la guerre de 1870-1871, les prussiens, logèrent chez les habitants et firent des réquisitions.
Comme beaucoup de communes des environs, Hardecourt eut énormément à souffrir des bombardements de la Première Guerre mondiale.
Le 1er juillet 1918, la commune est reprise par la 39e division d'infanterie, qui perd ce jour-là 400 soldats.
Le village est considéré comme détruit à la fin de la guerre et a  été décoré de la Croix de guerre 1914-1918, le 27 octobre 1920.

## Politique et administration

### Rattachements administratifs et électoraux

#### Rattachements administratifs
La commune se trouve  dans l'arrondissement de Péronne du département de la Somme.
Elle faisait partie depuis 1793  du canton de Combles. Dans le cadre du redécoupage cantonal de 2014 en France, cette circonscription administrative territoriale a disparu, et le canton n'est plus qu'une circonscription électorale.

#### Rattachements électoraux
Pour les élections départementales, la commune fait partie depuis 2014 du canton de Péronne
Pour l'élection des députés, elle fait partie de la cinquième circonscription de la Somme.

### Intercommunalité
Hardecourt-aux-Bois était membre de la communauté de communes du canton de Combles, un établissement public de coopération intercommunale (EPCI) à fiscalité propre créé fin 1993  et auquel la commune avait transféré un certain nombre de ses compétences, dans les conditions déterminées par le code général des collectivités territoriales.
Dans le cadre des dispositions de la loi du 16 décembre 2010 de réforme des collectivités territoriales, qui prévoit que les intercommunalités doivent regrouper au moins 5 000 habitants, cette intercommunalité  a été dissoute et Hardecourt-aux-Bois a rejoint  le 31 décembre 2012, la communauté de communes de la Haute Somme.

### Tendances politiques et résultats
Le village a été remarqué pour avoir été celui qui a le plus voté en pourcentage en France pour Marine Le Pen lors du premier tour de l'élection présidentielle de 2022, avec 39 bulletins à son nom, parmi les 52 votants, soit 78 % des suffrages exprimés, contre 3  pour Emmanuel Macron (6 %).

### Liste des maires
| Période                                  | Période                    | Identité         | Étiquette | Qualité                                                    |
| ---------------------------------------- | -------------------------- | ---------------- | --------- | ---------------------------------------------------------- |
| Les données manquantes sont à compléter. |                            |                  |           |                                                            |
| juin 1995                                | En cours (au 1er mai 2022) | Bernard Francois | EXD       | Chauffeur routier retraité Réélu pour le mandat 2020-2026, |

### Distinctions et labels
Village fleuri : trois fleurs sont attribuées depuis 2007 par le Conseil des villes et villages Fleuris de France.

## Démographie
L'évolution du nombre d'habitants est connue à travers les recensements de la population effectués dans la commune depuis 1793. Pour les communes de moins de 10 000 habitants, une enquête de recensement portant sur toute la population est réalisée tous les cinq ans, les populations de référence des années intermédiaires étant quant à elles estimées par interpolation ou extrapolation. Pour la commune, le premier recensement exhaustif entrant dans le cadre du nouveau dispositif a été réalisé en 2004.

En 2022, la commune comptait 86 habitants, en évolution de +2,38 % par rapport à 2016 (Somme : −1,26 %, France hors Mayotte : +2,11 %).
| 1793 | 1800 | 1806 | 1821 | 1831 | 1836 | 1841 | 1846 | 1851 |
| ---- | ---- | ---- | ---- | ---- | ---- | ---- | ---- | ---- |
| 480  | 476  | 513  | 518  | 597  | 519  | 527  | 535  | 506  |

| 1856 | 1861 | 1866 | 1872 | 1876 | 1881 | 1886 | 1891 | 1896 |
| ---- | ---- | ---- | ---- | ---- | ---- | ---- | ---- | ---- |
| 524  | 500  | 490  | 477  | 458  | 420  | 416  | 389  | 509  |

| 1901 | 1906 | 1911 | 1921 | 1926 | 1931 | 1936 | 1946 | 1954 |
| ---- | ---- | ---- | ---- | ---- | ---- | ---- | ---- | ---- |
| 445  | 377  | 290  | 62   | 118  | 136  | 125  | 102  | 119  |

| 1962 | 1968 | 1975 | 1982 | 1990 | 1999 | 2004 | 2006 | 2009 |
| ---- | ---- | ---- | ---- | ---- | ---- | ---- | ---- | ---- |
| 104  | 99   | 72   | 73   | 73   | 84   | 85   | 84   | 74   |

| 2014 | 2019 | 2022 | - | - | - | - | - | - |
| ---- | ---- | ---- | - | - | - | - | - | - |
| 80   | 84   | 86   | - | - | - | - | - | - |

L'histogramme met particulièrement en évidence le drame vécu par le village pendant la Première Guerre mondiale.

## Culture locale et patrimoine

### Lieux et monuments
- Église Saint-Martin : 
L'église du XIVe siècle, alors en mauvais état, est détruite lors de la Première Guerre mondiale. 
Elle est complètement reconstruite en brique de 1929 à 1932 suivant les plans de l'architecte Dom Bellot, moine bénédictin de l'abbaye de Solesmes[26], grâce à la générosité de la baronne Denys-Cochin, fondatrice de l'hôpital Cochin, dont le fils, le capitaine Augustin Cochin, a été tué à Hardecourt.
Le fronton du portail d'entrée est orné d'une fresque représentant une Charité de saint Martin. 
L'église est protégée au titre des monuments historiques depuis 2020[27]

- Chapelle à la Vierge noire[28].
- Centre équestre du Coquelicot, qui, en 2021, accueille 52 chevaux et poneys de club et 24 chevaux de propriétaires et doté, outre le grand manège, d'un rond de longe où peuvent être accueillis les petits enfants et les personnes handicapées[29]

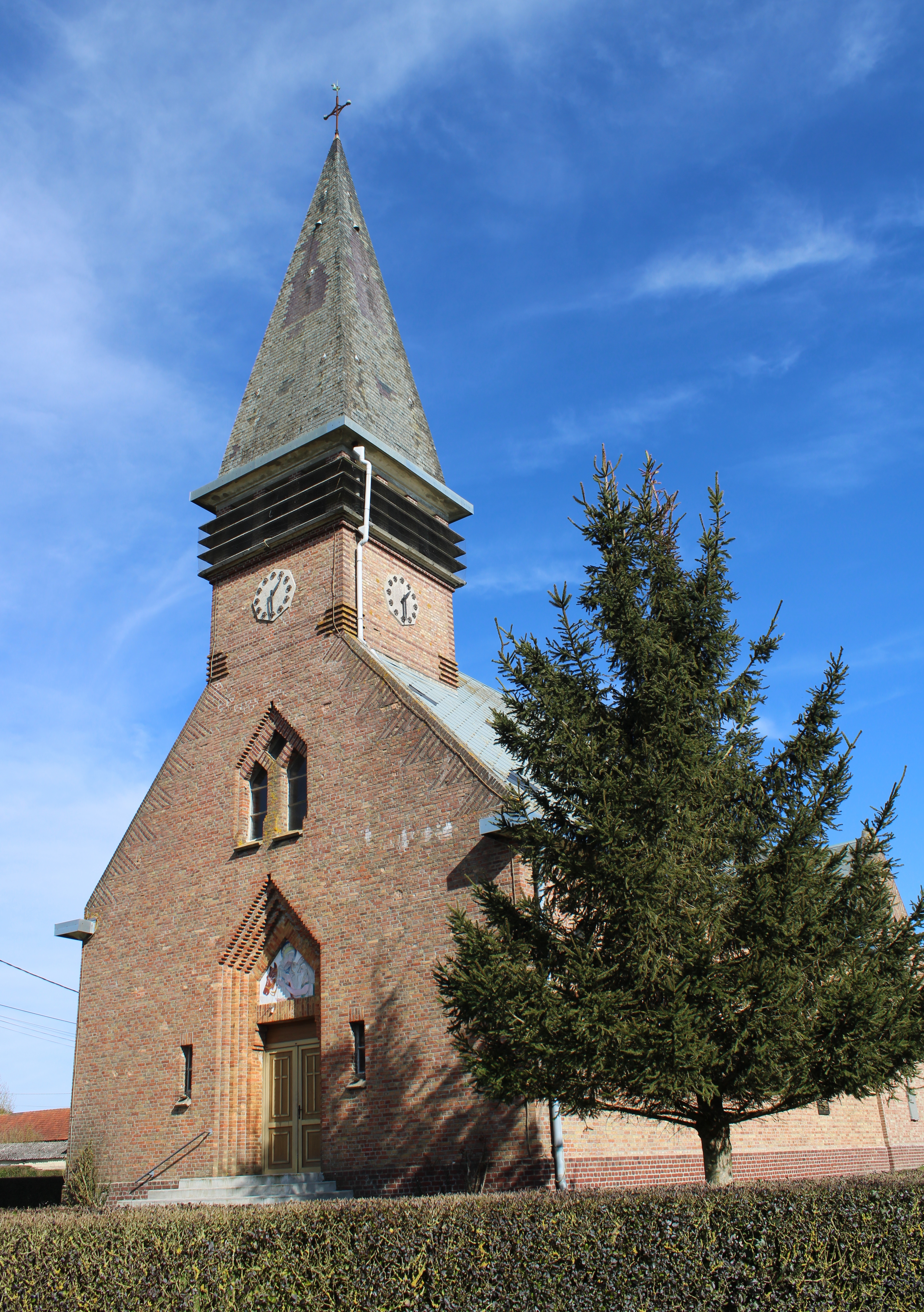
Vue de l'église Saint-Martin.
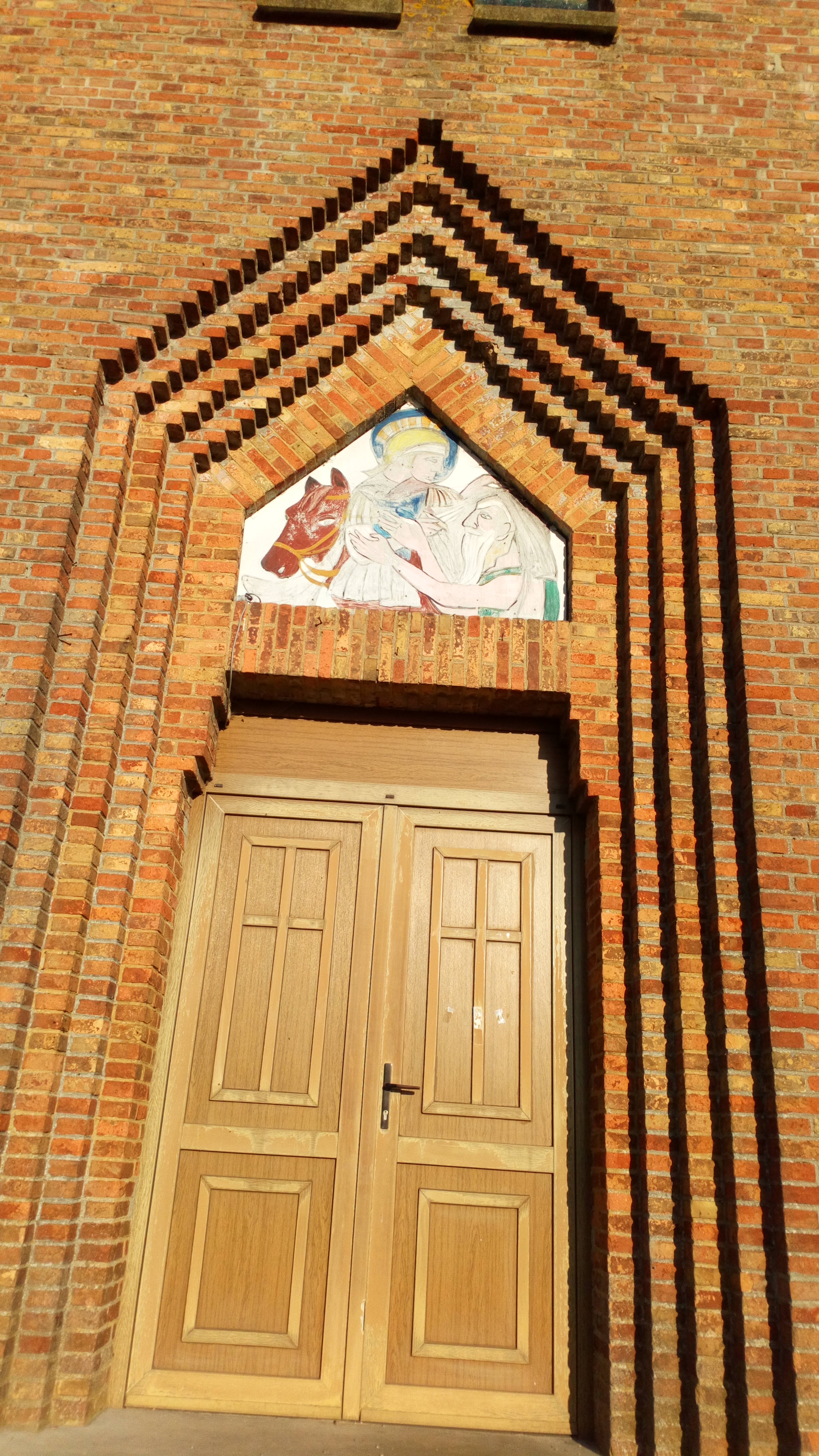
Portail de l'église
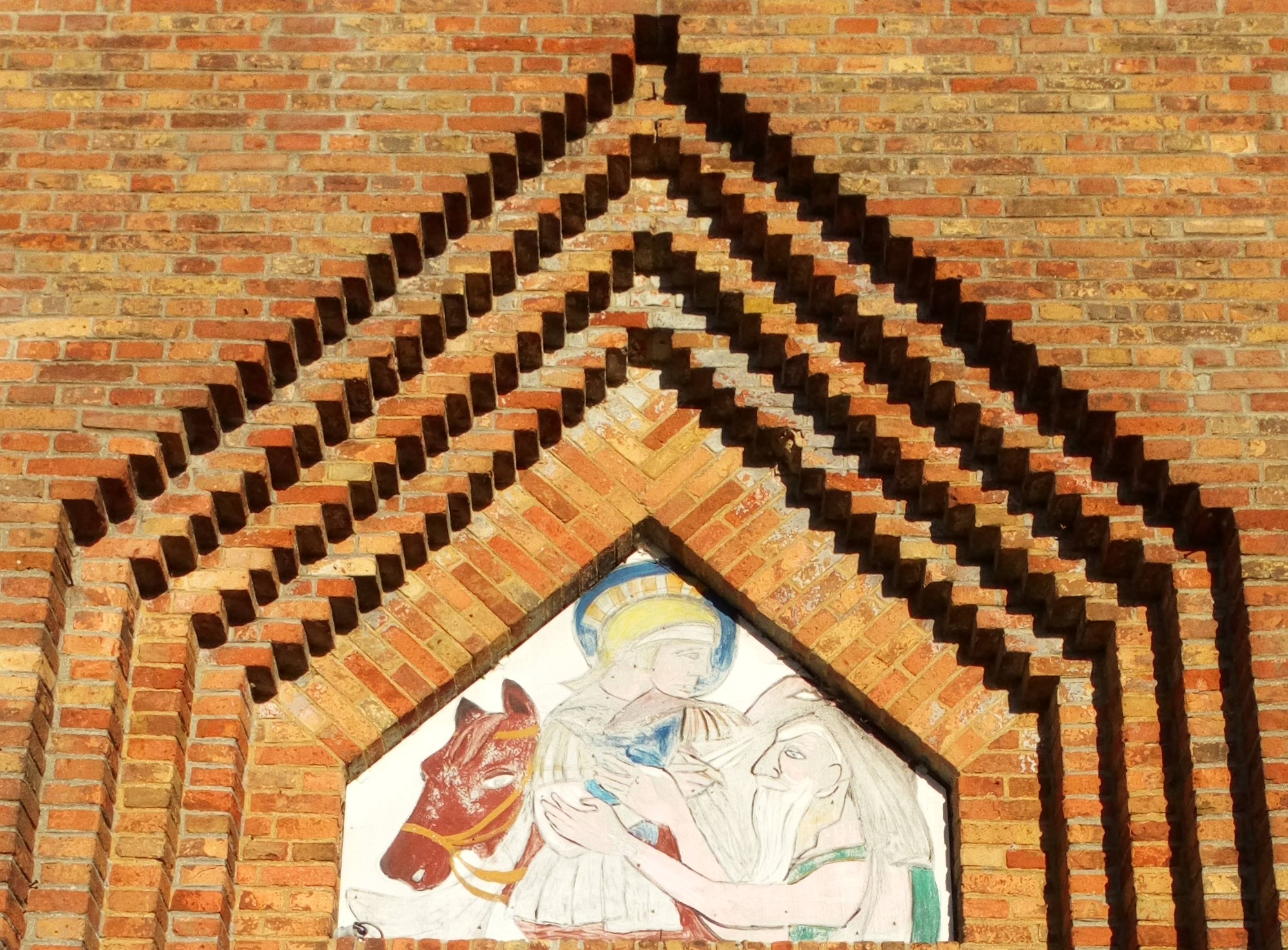
Détail du fronton du portail de l'église
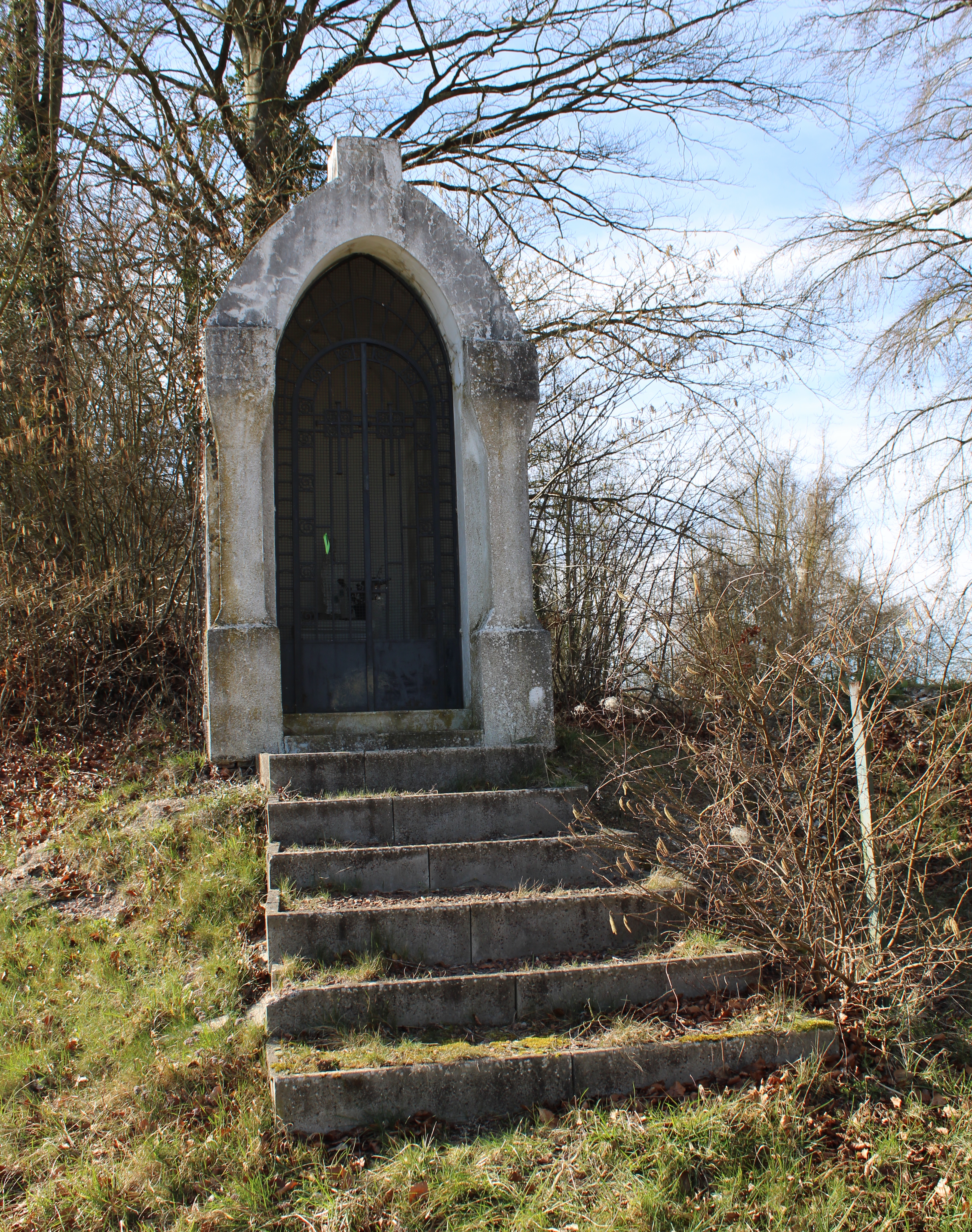
La chapelle de la Vierge noire, route de Maricourt.
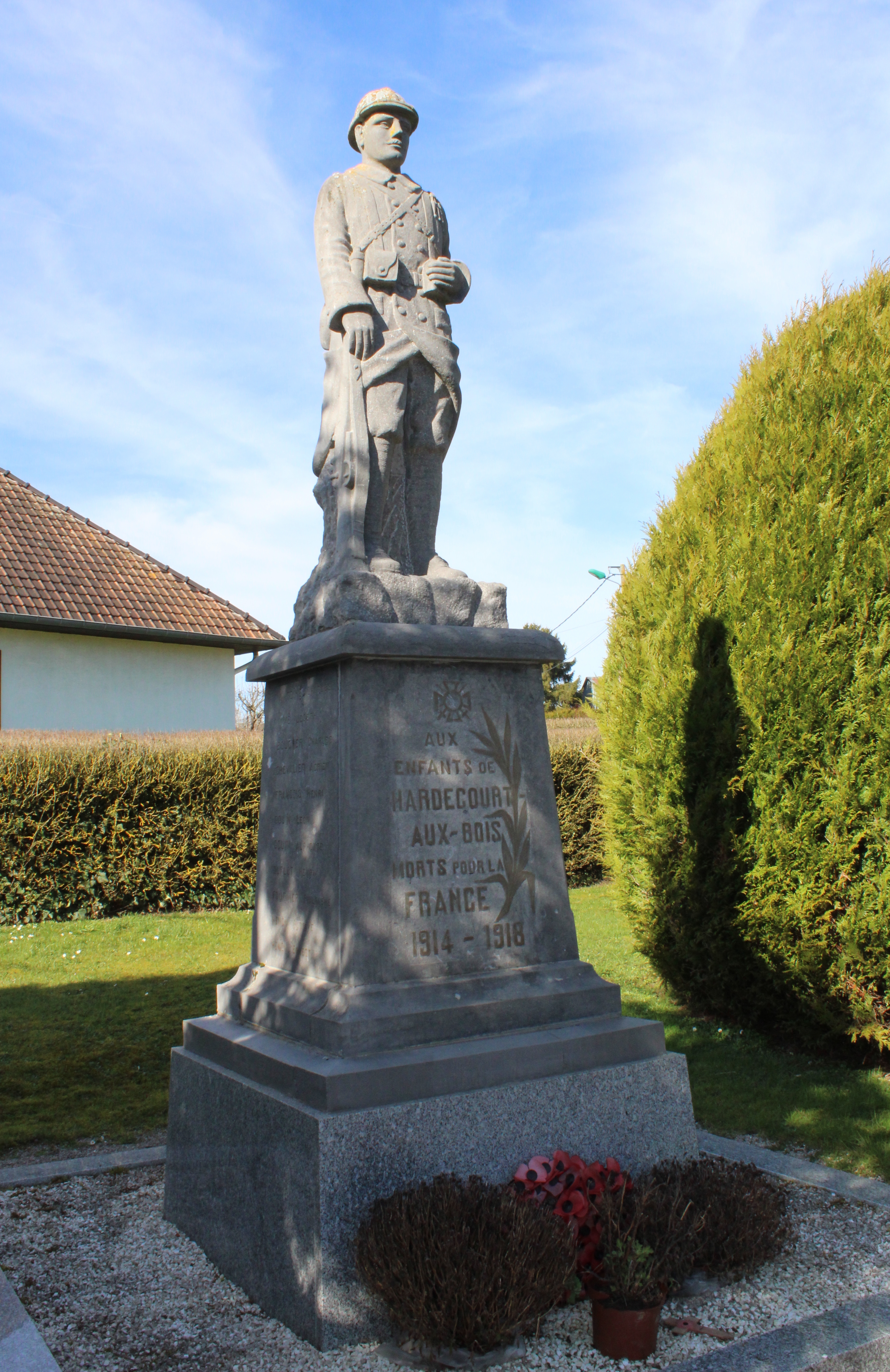
Le monument aux morts.
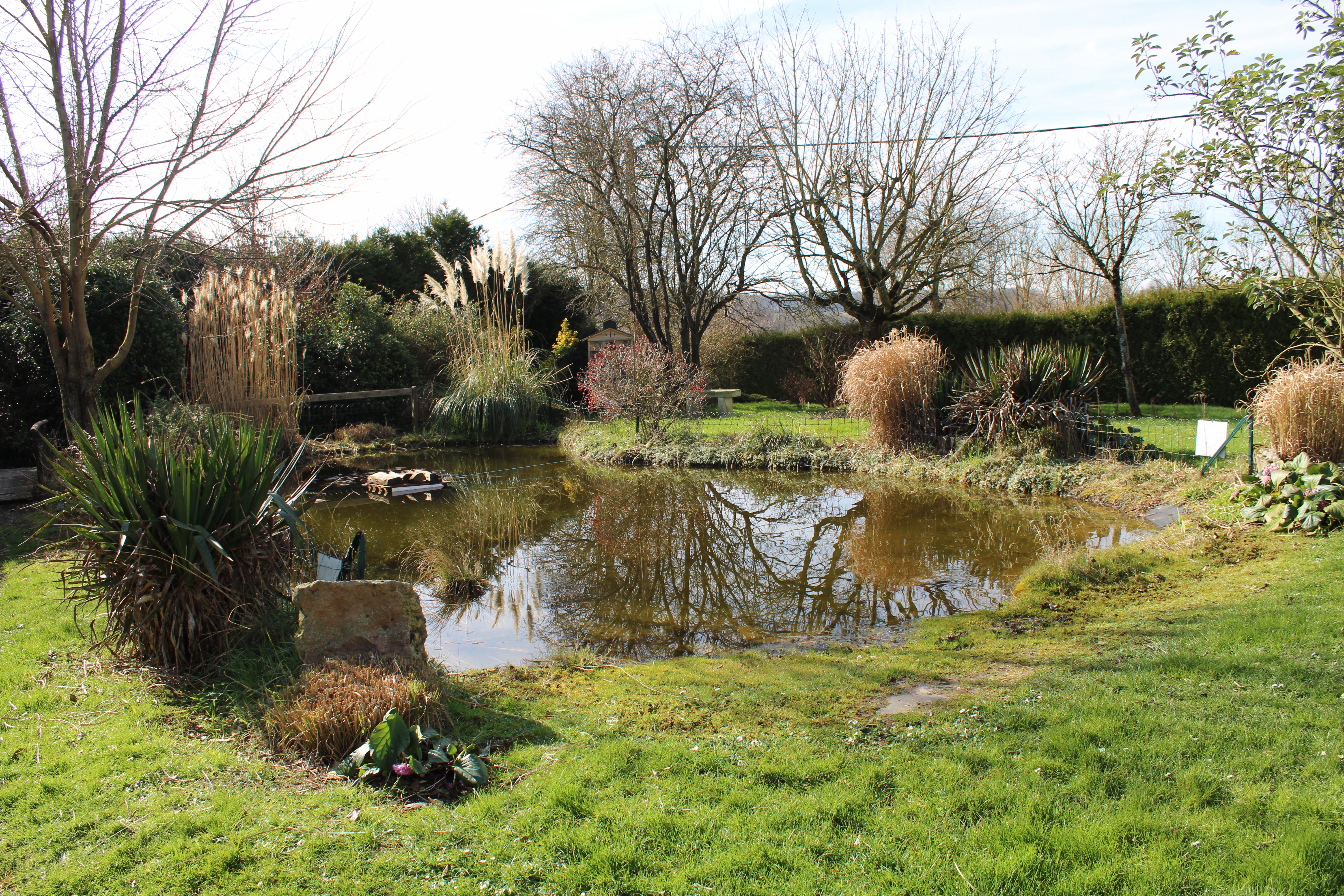
L'étang aux poissons.
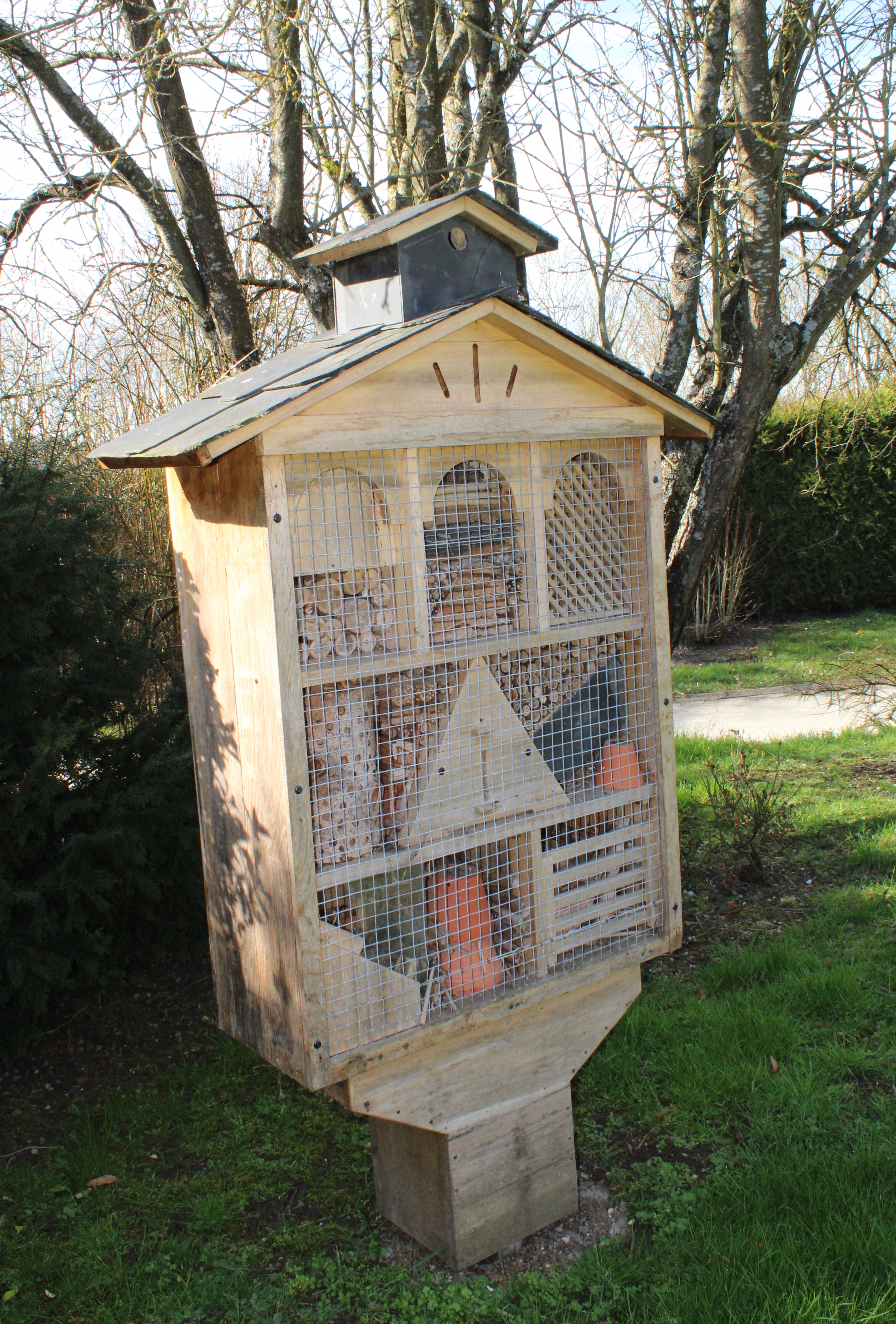
La maison des insectes près de l'étang.

### Personnalités liées à la commune
- Augustin Cochin, historien né en 1876, mort pour la France à Hardecourt-aux-Bois le 8 juillet 1916, lors de la bataille de la Somme.

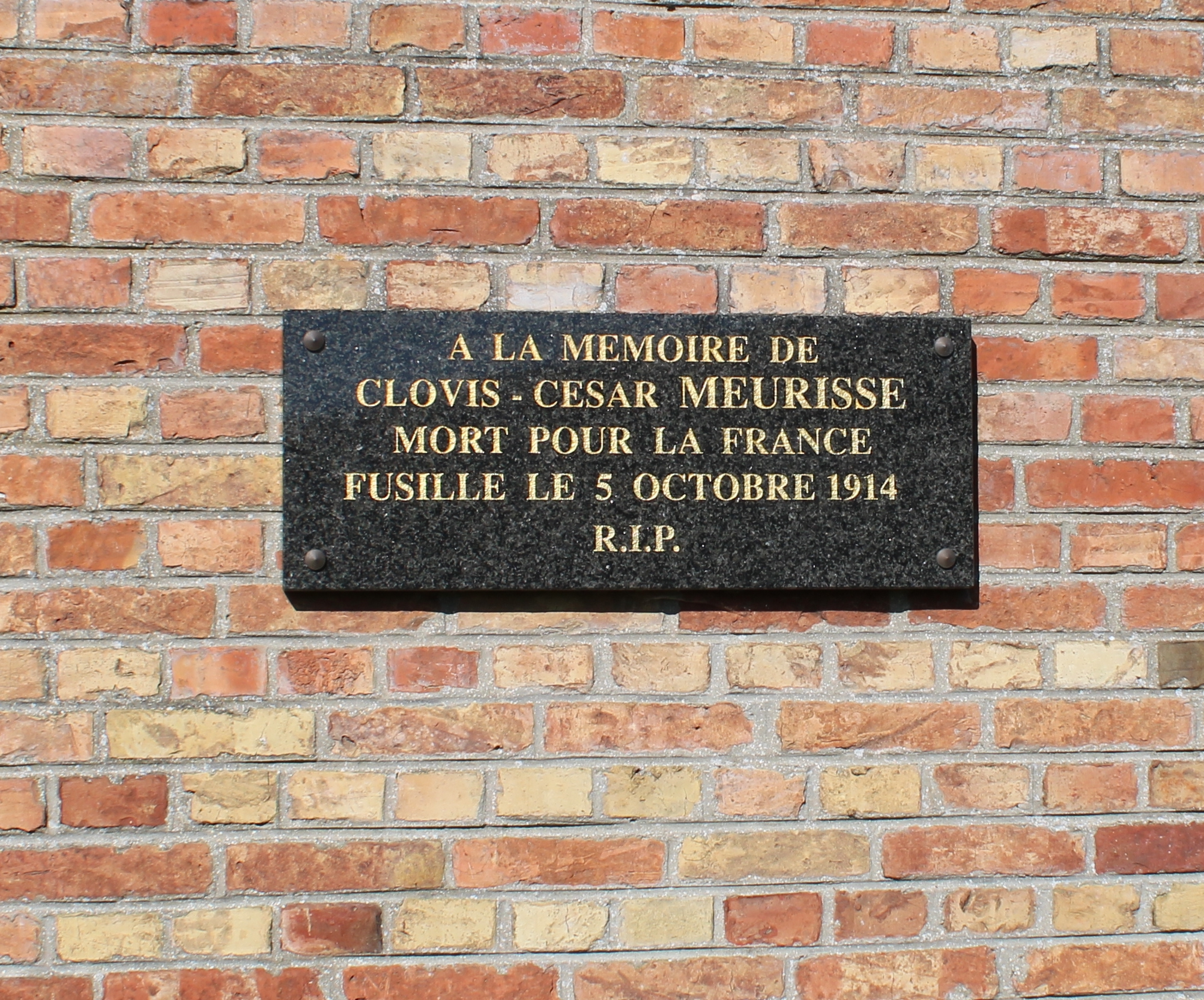
Plaque en hommage à Clovis, César Meurisse.

- Clovis-César Meurisse, né le 30 juin 1851 à Noyelles-sur-Selle, mort pour la France, fusillé dans la commune  le 5 octobre 1914[30]. Une plaque commémorative placée sur l'église lui rend hommage.
- Augustin Cochin, historien né en 1876, mort pour la France à Hardecourt-aux-Bois le 8 juillet 1916, lors de la bataille de la Somme.
- Josselin de Rohan-Chabot député du Morbihan né en 1879, mort pour la France à Hardecourt-aux-Bois le 13 juillet 1916, lors de la bataille de la Somme.